# 이광인
이광인(2001년 7월 1일 ~ )은 FC 장크트 파울리 II의 공격수 로 활약하는 대한민국의 축구 선수이다.